# Болгарская мурра
Болгарская мурра — болгарская порода домашних буйволов.

## Происхождение
В начале XX века буйволы были широко распространены в Болгарии. Их использовали как источник молока и мяса, а также в качестве тяглового скота в крестьянских хозяйствах. Местное поголовье буйволов относилось к средиземноморскому типу и выращивалось вблизи рек, болот и озер, подобно диким родственникам. В 1935—1936 году было создано первое общество буйволоводов, начавшее систематическую племенную работу. Направление селекции буйволов определялось высокой потребностью хозяйства страны в тягловой силе. После окончания Второй мировой войны в сельском хозяйстве началась активная механизация, вытеснившая тягловых животных.
Буйволы этого периода не отличались молочной продуктивностью, и для повышения их качества в 1962 году болгарские селекционеры импортировали из Индии быков высокоудойной породы мурра. Потомство местных буйволиц от этих быков после селекции получило название «болгарская мурра». В 1974—1975 годах к породе снова была прилита кровь импортированных буйволов мурра, а также индийских пород джафарабади (англ.) и сурти (англ.) и пакистанской породы найли-рави (англ.).

## Распространение
В настоящее время болгарская мурра — единственная порода буйволов, распространённая в Болгарии. Численность буйволов невелика: в 1990 году поголовье достигало 23 тысячи, в 2001 году 6,5 тысяч, в 2005 году 8,2 тысяч. Большая часть животных выращивается в индивидуальных хозяйствах. В Болгарии действует 51 профессиональная ферма, на которых содержатся около двух тысяч буйволиц продуктивного возраста.
Большая численность представителей породы выращивается за пределами Болгарии. Наибольшее поголовье приходится на Венесуэлу, где выращивают 15 тысяч голов чистокровных и около 50 тысяч голов кроссов болгарской мурры. Буйволов этой породы выращивают в Азербайджане, Румынии, Филиппинах, Италии, в отдельных хозяйствах Австралии, Дании и Германии.

## Описание и характеристика породы
Современная болгарская мурра — высокопродуктивная порода молочного направления, имеющая также хорошие мясные показатели. Шёрстный покров чёрный. Животные хорошо адаптируются к разным условиям выращивания, рано созревают и вступают в продуктивный возраст быстрее пород-предшественников. Средний вес буйволиц 550—600 кг, быков 700—800 кг. Вымя хорошо развито, округлой формы, подходит для машинного доения. Средний удой за период лактации составляет 1800—2000 л молока при жирности до 7,5—9 %. Многие буйволицы дают до 3200 литров а отдельные животные даже до 4000 литров. Рекордсменом по молочности является буйволица Индияна, давшая за сезон 5349 литров молока средней жирностью 6,64 %. Фертильность достигает 85 %, срок продуктивного использования животного 10—15 лет.